# 桜羽のどか
桜羽 のどか（さくらば のどか、1999年2月14日 - ）は、日本のAV女優。C-more エンターテイメント所属。

## 略歴
2019年1月にイメージDVDが発売され、3月にエスワン専属女優として1本限定でAVデビュー。
2019年8月、AV女優に復帰。
2020年6月いっぱいでの「桜羽のどか」引退をツイッターで発表。それに伴い7月1日にツイッターは削除するが、17Liveやレッドドラゴンへの勤務は続けるとのこと。

## 人物
千葉県出身。
趣味・特技はお菓子作り、カフェ巡り、ショッピング。
初体験は高校1年の時で、相手は当時付き合っていた友達の地元の先輩で3つ年上の大学生。また、この初体験が性の目覚めだったとしている。
彼氏にしてほしいと言われたこときっかけに高校生の頃からパイパンにしている。
高校の3年間はメイドカフェで働いていて、店のメイド服を着て彼氏とセックスしたことがある。
2018年頃まで東京都内にあるメンズエステ「ラブプラス」にて、ももえとして勤務。
AV出演のきっかけは、いろいろな経験をしてみたかったから。台湾では「櫻羽和佳」の表記で活動する。

## 出演作品

### イメージDVD
◎はBlu-ray版あり
- ハックツ美少女 Revolution（2019年1月24日、BAGUS）◎
- Nodoka growing up!!（2019年9月5日、REbecca）◎
- Nodoka2 Two resorts（2020年1月16日、REbecca）◎

### アダルトDVD
2019年
- 新人 NO.1STYLE 桜羽のどか AVデビュー 1本限定AV解禁（3月7日、エスワン）[9]
- 初イキで性感爆発! イッてもイッてもイカせ続けるエンドレス絶頂FUCK（8月7日、エスワン）
- 交わる体液、濃密セックス 完全ノーカットスペシャル（9月7日、エスワン）
- 清楚で品がある子に限って無意識に男を誘惑してしまうた わわな着衣おっぱい（10月7日、エスワン）[10]
- 美少女が中年オヤジと猛烈に絡み合う下品極まりない 特濃ベロキス性交（11月7日、エスワン）
- 絶頂してピクピクしているおま●こを容赦なく突きまくる怒涛のおかわり激ピストン性交 桜羽のどか（12月7日、エスワン）

2020年
- 輪姦レ○プされた新任女教師 ～恋人の目の前で生徒たちに犯●れた私～ 桜羽のどか（1月7日、エスワン）
- 優し過ぎて本番までご奉仕ハッスル!! Fcupプルプルおっパブ嬢 桜羽のどか（2月7日、エスワン）
- 射精したての敏感チ○ポを再びイカせる超即尺! 追撃フェラメイド 桜羽のどか（3月7日、エスワン）
- 週6ブラックアルバイトNTR 今日も残業させてください… 桜羽のどか（4月8日、エスワン）

## 書籍 等

### 写真集
- らぶぱら（2019年9月28日、竹書房、撮影:マキハラスム）

### 新聞
- サンケイスポーツ（2019年8月20日） - インタビュー
- 東京スポーツ（2019年9月29日） - インタビュー

### 雑誌
- アサヒ芸能 2019年9月19日号（徳間書店） - グラビア「20歳の柔肌Fカップ白肌裸身」
- FANZA 2019年10月号（ジーオーティー） - インタビュー
- 週刊実話 2019年10月10日号（日本ジャーナル出版） - グラビア「美乳あげちゃう」

### トレーディングカード
- AVC ジューシーハニー コレクションカード PLUS#6（2020年4月25日、ミント）

### その他
- 桜羽のどか 2020年カレンダー（2019年11月9日、トライエックス）